# State Instructional Materials Review Association
State Instructional Materials Review Association (SIMRA), före 2012 National Administration of State Book Administrations (NASTA), är en förvaltning i USA som utger standarder för den mekaniska hållbarheten mot slitage av böcker som ska accepteras för statliga ändamål, t.ex. skolböcker, Manufacturing standards and specifications for textbooks (MSST). Det kan exempelvis avse kvaliteten på bokbinderi.